# Hiroshi Yoneyama
Hiroshi Yoneyama (jap. 米山 弘 Yoneyama Hiroshi; * 23. März 1909 in der Präfektur Ibaraki; † 24. Januar 1988) war ein japanischer Schwimmer.

## Karriere
Yoneyama nahm an den Olympischen Spielen 1928 in Amsterdam teil. Hier erreichte er im Wettbewerb über 400 m Freistil das Halbfinale. Mit der japanischen Staffel über 4 × 200 m Freistil wurde er Zweiter und sicherte sich somit Silber.
Neben dem Sport besuchte er die Waseda-Universität in Tokio.